# Себастьєн Гоберт
Себастьєн Гоберт (фр. Sébastien Gobert; також — Себастьєн Гобер; нар. 1985) — французький журналіст, письменник.

## Біографія
Народився 1985 року біля Парижа. Випускник паризького Інституту політичних досліджень. 2006 року переїхав до Риги, де рік навчався за програмою обміну студентів Еразмус. Також навчався у Вроцлаві та Будапешті, де також дописував у франкомовні видання експатів. З 2011 року живе в Україні.
2024 року здійснив благодійний велозаїзд від Львова до Брюсселя, щоб зібрати кошти для 66-ї окремої механізованої бригади ЗСУ.

## Журналістська кар'єра
З 2011 року працює журналістом-фрилансером. Працював кореспондентом у газеті Libération та інших франкомовних ЗМІ, зокрема публікувався у la Tribune de Geneve, La Libre Belgique, на Radio France Internationale, у «Ле монд діпломатік» тощо.
У вересні 2015 року разом із швейцарським фотографом Нільсом Аккерманом розпочав арт-проєкт «Загублені в декомунізації» (Lostindecommunization), розшукуючи та фотографуючи повалені статуї Леніна в Україні. 2017 року вийшла книга «У пошуках Леніна» (англ. Looking for Lenin).
2017 року заснував об'єднання незалежних журналістів Daleko-Blisko (D&B) разом із французом Фабрісом Депре (фр. Fabrice Deprez), яке працювало до 2020 року.
З січня 2022 року по березень 2023 року він працював керівником відділу міжнародних новин у La Libre Belgique, одній з найбільших щоденних газет франкомовної Бельгії. Він координував роботу своєї команди журналістів з висвітлення повномасштабного вторгнення Росії в Україну. Потім він повернувся до України, щоб жити та працювати як журналіст-фрілансер.

## Відзнаки та нагороди
- Премія «Writing for CEE» разом із Лораном Жесленом (фр. Laurent Geslin) за публікацію «Подорож на узбіччя Шенгену» (фр. Voyage aux marges de Schengen)[11] (2013)[12].
- Фіналіст премії імені Нікола Був'є за книгу New York, Ukraine (2022)[13].

## Видання
- Niels Ackermann, Sébastien Gobert, Looking for Lenin, Éditions Noir Sur Blanc, 2017, Lausanne, ISBN 978-2-88250-472-2[9]
- Niels Ackermann, Sébastien Gobert (préf. Serhiy Jadan), New York, Ukraine, Lausanne, Éditions Noir Sur Blanc, 1021, ISBN 978-2-88250-711-2[14]
- Sébastien Gobert, Ukraine Héros malgré eux, Editions Nevicata, 2022, ISBN 978-2-87523-202-1
- Sébastien Gobert, L'Ukraine, la République et les oligarques, Éditions Tallandier, 2024, ISBN 9791021060548